# Carly Craig
Carly Craig (San Diego, 12 de junio de 1980) es una actriz estadounidense de cine y televisión. Hizo su debut en el cortometraje The Family Plan en 2005. A partir de entonces ha aparecido en películas como The Heartbreak Kid, Role Models, Hall Pass, The Three Stooges y Dumb and Dumber To.

## Filmografía

### Cine
| Año  | Título                      | Papel                        | Notas        |
| ---- | --------------------------- | ---------------------------- | ------------ |
| 2005 | The Family Plan             | Lila                         | Cortometraje |
| 2006 | Airplane Disasters          | Carly                        |              |
| 2006 | Goodnight Burbank           | Taylor McCall                | Cortometraje |
| 2007 | Everyone's a Victor         | Kristy                       | Cortometraje |
| 2007 | Bagboy                      | Chica en el museo            |              |
| 2007 | The Heartbreak Kid          | Invitada a la fiesta         |              |
| 2008 | Role Models                 | Connie                       |              |
| 2010 | Death and Cremation         | Shelly Fairchild             |              |
| 2011 | Hall Pass                   | Chica del parche de nicotina |              |
| 2011 | Starsucker                  | Sra. Abernathy               |              |
| 2012 | The Three Stooges           | Sra. Harter                  |              |
| 2012 | Noobz                       | Melissa                      |              |
| 2012 | The Last Straw              | Steph                        | Cortometraje |
| 2013 | Paranormal Movie            | Katie MacDonald              |              |
| 2013 | Live at the Foxes Den       | Elizabeth Dreisdale          |              |
| 2013 | The Newest Testament        | Sue                          | Cortometraje |
| 2014 | Project Greenlight Finalist | Allison                      | Cortometraje |
| 2014 | Dumb and Dumber To          | Fraida                       |              |
| 2016 | Flock of Dudes              | Zane                         |              |

### Televisión
| Año          | Título                     | Papel          | Notas        |
| ------------ | -------------------------- | -------------- | ------------ |
| 2005         | Halley's Comet             | Liza           | Telefilme    |
| 2007         | Wainy Days                 |                | 1 episodio   |
| 2008–2010    | Childrens Hospital         |                | 2 episodios  |
| 2010         | As the Working World Turns | Willa          |              |
| 2011         | Inside Carly               | Carly          |              |
| 2013         | Burning Love               | Felicia        | 14 episodios |
| 2013         | The Castle                 | Amy            |              |
| 2013–2014    | Hello Ladies               | Carrie         | 2 episodios  |
| 2014         | The Walking Fred           | Julie          | 1 episodio   |
| 2014–2015    | Cougar Town                | Kelly          | 2 episodios  |
| 2015         | Newsreaders                | Marisa Goddard | 1 episodio   |
| 2016         | The Crossroads of History  | Erma           | 1 episodio   |
| 2016         | That's What She Said       |                |              |
| 2016–present | American Housewife         | Tara Summers   | 13 episodios |
| 2018         | Big & $ave                 | Fina           | Telefilme    |
| 2018         | Sideswiped                 | Olivia Maple   | 8 episodios  |